# Neydens
Neydens ist eine französische Gemeinde im Département Haute-Savoie in der Region Auvergne-Rhône-Alpes.

## Geographie
Neydens liegt auf 559 m, etwa neun Kilometer südsüdwestlich der Stadt Genf (Luftlinie). Das Dorf erstreckt sich leicht erhöht am südlichen Rand des Genfer Beckens, im Genevois, nordwestlich des Salève, nahe der Grenze zur Schweiz.
Die Fläche des 6,96 km² großen Gemeindegebiets umfasst einen Abschnitt des Genevois. Das Gemeindeareal erstreckt sich vom Tälchen des Nant de Feigères (Quellbach der Aire) ostwärts über das Plateau von Neydens. Ein schmaler Streifen reicht nach Südosten den relativ sanft geneigten Hang des Salève hinauf. Oberhalb des Weilers Verrières wird mit 871 m die höchste Erhebung von Neydens erreicht.
Zu Neydens gehören neben dem ursprünglichen Dorf verschiedene Weilersiedlungen, dies sind von West nach Ost:
- Mouvis (550 m) östlich des Feigères-Tals
- Les Mouilles (560 m) auf dem Plateau
- La Forge (580 m) am Hang oberhalb des Dorfes
- Moisin (610 m) am Hang des Salève
- Verrières (700 m) am Hang des Salève

Nachbargemeinden von Neydens sind Saint-Julien-en-Genevois im Norden, Archamps im Osten, Beaumont im Süden sowie Feigères im Westen.

## Geschichte
Die Ortschaft wird 1179 erstmals unter dem Namen Noydenz erwähnt. Der Ortsname geht auf den burgundischen Personennamen Nautha zurück und bedeutet so viel wie bei den Leuten des Nautha. Seit dem Mittelalter unterstand Neydens der Genfer Herrschaft; erst 1754 kam der Ort an Savoyen und teilte fortan dessen Schicksal.

## Sehenswürdigkeiten
Die heutige Kirche Saint-Laurent wurde zu Beginn des 20. Jahrhunderts im Stil der Neugotik erbaut. Davor steht ein Steinkreuz aus der Zeit um 1800. Die Kapelle Notre Dame de Paix erinnert an die Verschonung des Dorfes vor größeren Schäden während des Zweiten Weltkrieges.

## Bevölkerung
| Jahr                       | 1962 | 1968 | 1975 | 1982 | 1990 | 1999 | 2005 |
| Einwohner                  | 435  | 455  | 714  | 840  | 957  | 1100 | 1382 |
| Quellen: Cassini und INSEE |      |      |      |      |      |      |      |

Mit 2227 Einwohnern (Stand 1. Januar 2022) gehört Neydens zu den kleineren Gemeinden des Département Haute-Savoie. Seit den 1960er Jahren wurde ein kontinuierliches starkes Bevölkerungswachstum verzeichnet. Außerhalb des alten Ortskerns entstanden zahlreiche Einfamilienhäuser.

## Wirtschaft und Infrastruktur
Neydens war bis weit ins 20. Jahrhundert hinein ein vorwiegend durch die Landwirtschaft geprägtes Dorf. Heute gibt es verschiedene Betriebe des Klein- und Mittelgewerbes. Zahlreiche Erwerbstätige sind Wegpendler, die in den größeren Ortschaften der Umgebung, vor allem im Raum Genf-Annemasse, ihrer Arbeit nachgehen.
Die Ortschaft ist verkehrsmäßig gut erschlossen. Sie liegt an der Hauptstraße N201, die von Saint-Julien-en-Genevois nach Annecy führt. Der nächste Anschluss an die Autobahnen A40 und A41 befindet sich in einer Entfernung von rund 3 km.